# Gymnancyla
Gymnancyla is een geslacht van vlinders van de familie snuitmotten (Pyralidae), uit de onderfamilie Phycitinae.

## Soorten
- G. barbatella Erschoff, 1874
- G. canella

Loogkruidlichtmot (Denis & Schiffermüller, 1775)
- G. craticulella (Ragonot, 1887)
- G. hornigii (Lederer, 1852)
- G. ruscinonella Ragonot, 1888
- G. sfakesella Chretien, 1911
- G. terminata Meyrick, 1937